# Home (Phillip Phillips)
Home è il singolo di debutto del cantante statunitense Phillip Phillips. La canzone è stata co-scritta da Drew Pearson (anche produttore) e Greg Holden.

## Antefatti
Phillips ha suonato la canzone per la prima volta il 22 maggio 2012, durante la puntata finale del talent show American Idol, che lo portò alla vittoria. La canzone è stata pubblicata il 23 maggio dello stesso anno, ed è inclusa nelle compilation American Idol Season Finale - Season 11 EP e Journey to the Finale distribuite lo stesso giorno. La canzone è anche presente nell'album di debutto del cantante, The World from the Side of the Moon commercializzato a novembre 2012.

## Video musicale
Il video musicale della canzone è stato diretto da Joseph Toman ed è stato girato in 3 giorni, dal 14 al 16 luglio 2012, durante l'American Idol Tour. Il video è stato pubblicato sul canale ufficiale Vevo di Phillips il 2 agosto 2012.
La maggior parte del video mostra scene in bianco e nero di paesaggi naturali e alcuni momenti del viaggio in autobus di Phillips. Il regista ha dichiarato: "Volevamo creare qualcosa di reale e mostrare alla gente com'è Phillip...".

## Classifiche
Il singolo ha debuttato alla decima posizione della Billboard Hot 100. A tutt'oggi il singolo ha venduto più di 5 milioni di copie nei soli Stati Uniti. Il singolo è stato certificato disco d'oro in Nuova zelanda e 4 volte disco di platino in Canada e negli Stati Uniti.

### Posizioni
| Classifica                        | Posizione raggiunta |
| --------------------------------- | ------------------- |
| Australia (ARIA)                  | 56                  |
| U.S. Billboard Hot 100            | 1                   |
| U.S. Billboard Adult Top 40       | 1                   |
| UK Singles Chart                  | 60                  |
| Recorded Music NZ                 | 28                  |
| Paesi Bassi (Mega Single Top 100) | 76                  |
| Billboard Japan Hot 100           | 70                  |
| Groenlandia (Tónlist)             | 9                   |
| Belgio (Ultratip Flanders)        | 1                   |
| Belgio (Ultratip Wallonia)        | 1                   |
| Canadian Hot 100                  | 1                   |
| Repubblica Ceca (IFPI)            | 1                   |

## Date di pubblicazione
| Paese       | Data             |
| ----------- | ---------------- |
| Stati Uniti | 23 maggio 2012   |
| Italia      | 15 febbraio 2013 |
| Regno Unito | 3 giugno 2013    |